# جاستیسبورگ (تگزاس)
جاستیسبورگ (به انگلیسی: Justiceburg) یک منطقهٔ مسکونی در ایالات متحده آمریکا است که در شهرستان گارزا، تگزاس واقع شده‌است.